# 绣球绣线菊
绣球绣线菊（学名：Spiraea blumei）为蔷薇科绣线菊属下的一个种。

## 变种
- 绣球绣线菊宽瓣变种（学名：Spiraea blumei var. latipetala）为蔷薇科绣线菊属下的一个变种。
- 绣球绣线菊毛果变种（学名：Spiraea blumei var. pubicarpa）为蔷薇科绣线菊属下的一个变种。
- 绣球绣线菊小叶变种（学名：Spiraea blumei var. microphylla）为蔷薇科绣线菊属下的一个变种。

## 扩展阅读
- 維基物種上的相關：绣球绣线菊